# 케빈 쓰지하라
케빈 겐 쓰지하라(영어: Kevin Ken Tsujihara, 1964년 10월 25일 ~ )는 미국의 경영인으로, 현 워너 브라더스 회장 겸 CEO이다. 2013년 배리 마이어의 뒤를 이어 워너 회장에 취임함으로써, 아시아계로는 첫 번째로 할리우드 주류 영화사 대표가 되었다.